# Liste der Nationalstraßen auf den Komoren
Diese Liste führt die Straßen auf den Komoren auf. Es gibt zwei Typen von Straßen: zum ersten die Nationalstraßen beginnend mit RN und zum zweiten die Regionalstraßen beginnend mit RR.

## Nationalstraßen
| Kurz | Name | Verlauf                             | Länge |
| ---- | ---- | ----------------------------------- | ----- |
|      | RN1  | Moroni – Mitsamiouli                | 40 km |
|      | RN2  | Moroni – Nioumadzaha Mvoumbari      | 55 km |
|      | RN3  | Mitsamiouli – Nioumadzaha Mvoumbari | 70 km |
|      | RN4  | Moroni – Chomoni                    | 30 km |
|      | RN5  | Panda – Nioumadzaha Mvoumbari       | 17 km |

## Regionalstraßen
Die Regionalstraßen haben die Bezeichnung RR.